# Половое возбуждение
Половое возбуждение — изменения в организме человека или животного, происходящие под воздействием сексуальных стимулов. Это начальная фаза, первая из четырёх фаз в цикле полового ответа человека.
Половое возбуждение у человека предшествует моменту непосредственного начала полового акта или занятия мастурбацией. Как правило, оно наступает в результате просмотра и чтения эротических материалов, разговора на сексуальную тему, воздействия на эрогенные зоны, воспоминаний, общения.

## Компоненты полового возбуждения
Компоненты возбуждения, общие для мужчин и женщин:
- учащение дыхания;
- учащение сердцебиения;
- повышение кровяного давления;
- повышение мышечного тонуса;
- повышение слюноотделения;
- изменение состояния кожных покровов (покраснение, появление мурашек);
- расширение зрачков;
- эрекция сосков;
- изменения во взгляде, голосе, поведении.

Компоненты полового возбуждения у мужчины:
- эрекция пениса[1];
- выделение предэякулята.

Компоненты полового возбуждения у женщины:
- эрекция клитора;
- увлажнение влагалища[2];
- выделение вагинального секрета[2].